# Sittenroman

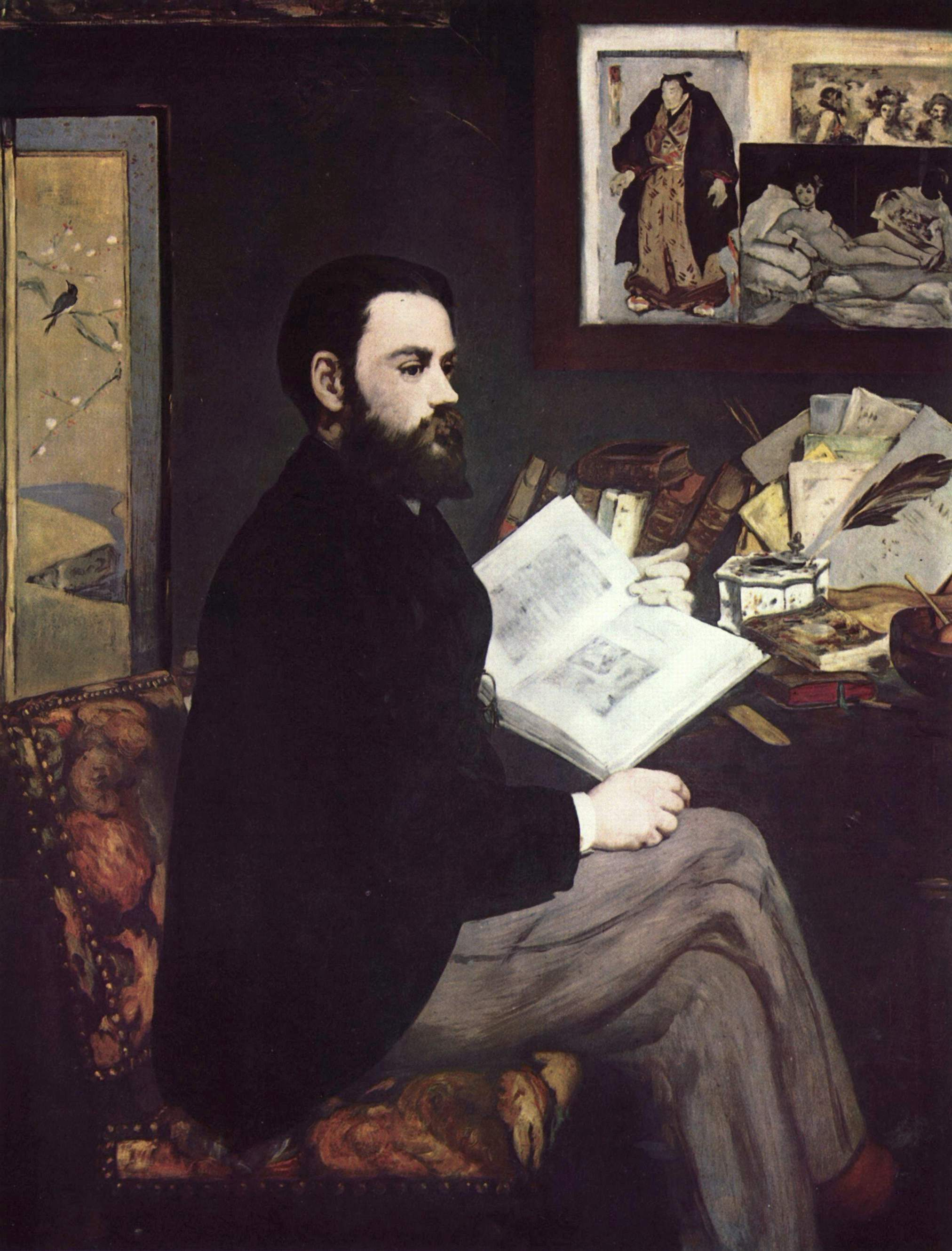
Édouard Manet: Émile Zola, 1868

Als Sittenroman bezeichnet man eine Gattungsvariante des Romans, in dem die Darstellung der sozialen Konventionen einer bestimmten Gesellschaftsschicht im Mittelpunkt steht. Das klassische Grundprinzip eines so genannten „Sittenromans“ ist die Offenlegung der jeweiligen gesellschaftlichen Sozialmechanismen anhand der persönlichen intellektuellen und sexuellen Emanzipation eines Individuums. Dabei kann der oder meist die Protagonistin, wie z. B. Émile Zolas Nana, Gustave Flauberts Madame Bovary oder Theodor Fontanes Effi Briest, in jeder Hinsicht scheitern oder zumindest beruflich erfolgreich in der Überwindung von Klassenschranken sein – oft sind die sozialen Werte auf der Strecke geblieben, um so der Gesellschaft ihren anprangernden Spiegel vorzuhalten. Doch in der Regel sind die Helden der jeweiligen Romane am Ende Paria, Ausgestoßene der selbst verkrusteten und dekadenten Gesellschaft, die sich ihrerseits im Fin de Siècle befindet. Bereits bei der ersten Übersicht fallen die Überschneidungen zum ähnlich charakterisierten Gesellschaftsroman auf. Während manche Literaturgeschichten zwar selbst den Großstadtroman und vor allen Dingen den Gesellschaftsroman unterscheiden, wird man selbst im Index den Sittenroman vergeblich suchen. Dem entgegen steht jedoch oft die zeitgenössische Selbstbezeichnung im Verlagsbereich.

## „Novel of manners“ oder Sittenroman?

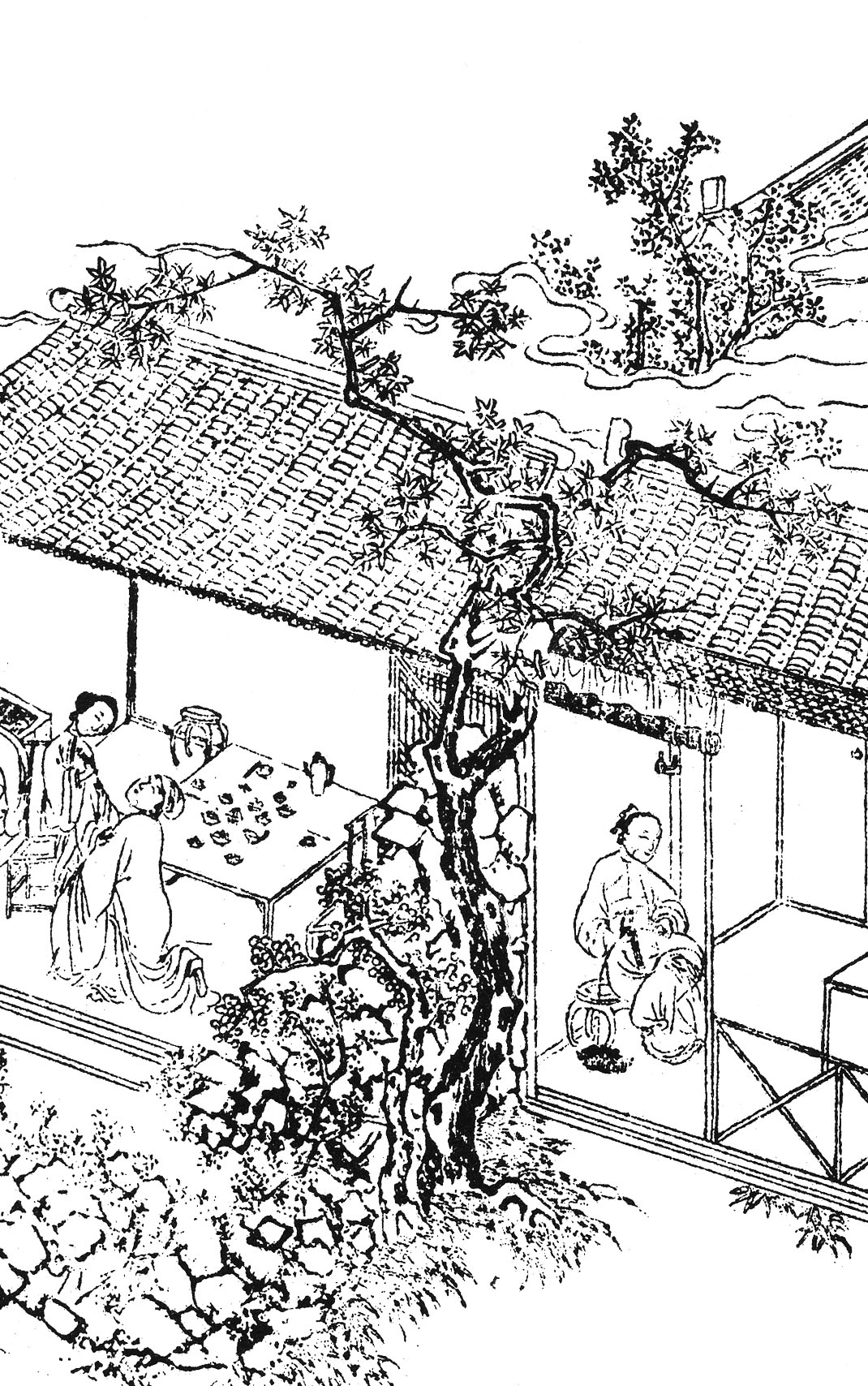
Ximen und Goldener Lotus, Illustration des Jin Ping Mei

Auch wenn viele den Sittenroman erst mit den Novel of manners im England des frühen 18. Jahrhunderts ansetzen, kann man ähnliche Grundprinzipien in der Antike bei Titus Petronius im Satyricon oder im China des 16. Jahrhunderts mit Jin Ping Mei finden.
Der moderne Sittenroman entstand nach der Ansicht mancher Literaturhistoriker in England, wo er als novel of manners bezeichnet wird. Am Beginn dieser Romanform standen die Autorinnen Fanny Burney, Charlotte Lennox (The Female Quixote or the Adventures of Arabella, 1752) und vor allem Jane Austen, aber auch Autoren wie Henry James und Edith Wharton sind in diesem Zusammenhang zu nennen: Whartons The Age of Innocence gilt als geradezu klassisches Beispiel eines Sittenromans.
Für die deutsche Entwicklung ist vor allem Samuel Richardson maßgeblich geworden. Christian Fürchtegott Gellert nahm sich mit dem Buch Leben der schwedischen Gräfin von G*** (1750) Richardsons Werk zum Vorbild für den ersten deutschen Familien- und Sittenroman.

## Einflüsse des französischen Sittenromans

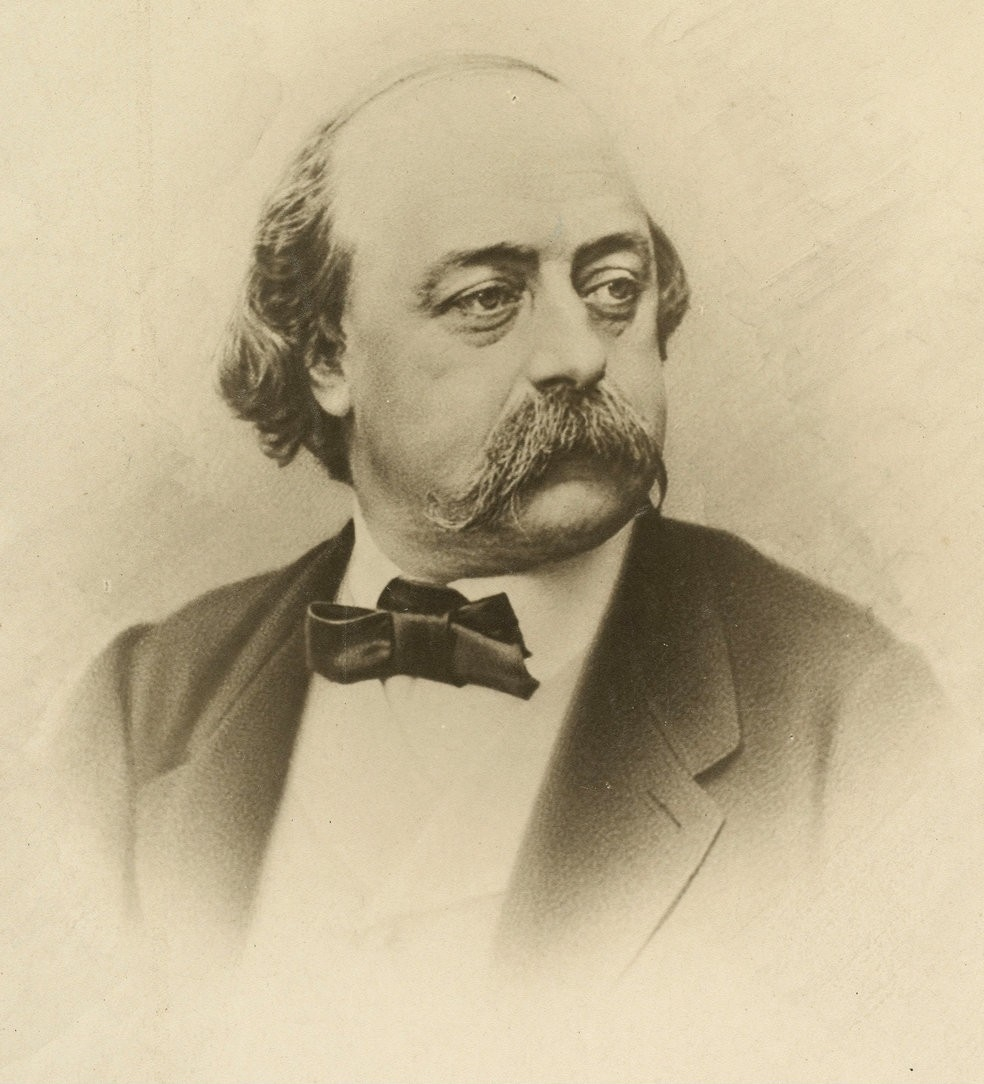
Gustave Flaubert

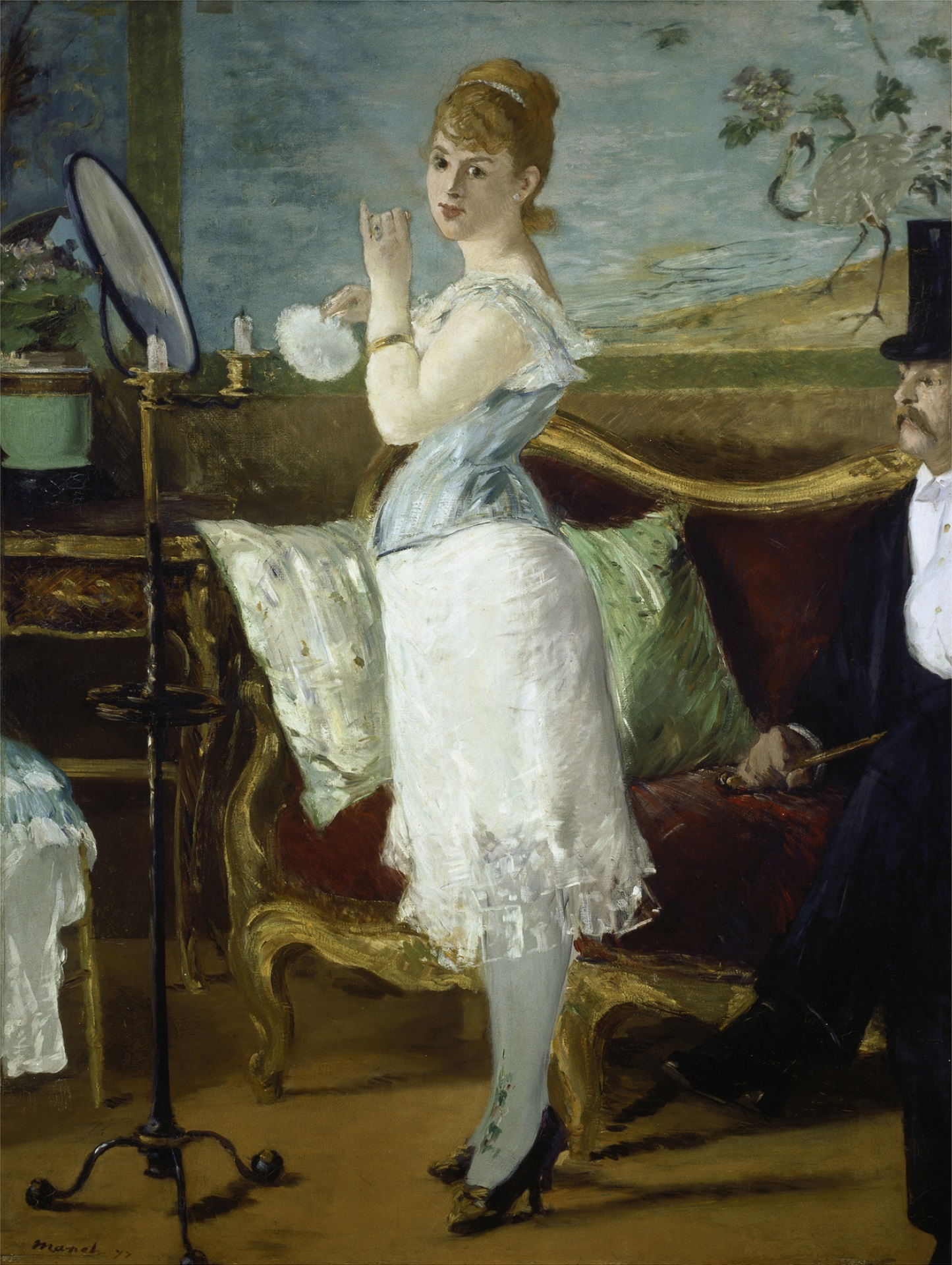
Édouard Manet: Nana, 1877

Während des 19. Jahrhunderts scheint für die Stilprägung innerhalb Europas der französische Roman maßgeblich zu wirken, wobei Nicolas Edme Restif de la Bretonne mit seinen sozialkritischen Ansätzen als Wegbereiter parallel zu den britischen Beispielen gedient haben mag.
Der bereits früh verstorbene Autor Claude Tillier war mit seinem humoristisch-satirischen Sittenroman aus der Provinz Mein Onkel Benjamin (1843) (Verfilmung als Mein Onkel Benjamin, 1969 von Édouard Molinaro), der sich klar aus der zeitgenössischen französischen Literatur hervorhob, für die deutsche und englische Entwicklung maßgeblicher als für die französische Entwicklung. Eugène Sue war mit seinem Gesamtwerk (Geheimnisse von Paris) zwar ungewöhnlich populär, doch sein „flüchtiger schlechter Stil verrät Mangel an Sorgfalt. Ausgesprochen naiv sind s[ind]. weltanschaul[ichen]. Exkurse über humanitäre u[nd]. sozialist[ischen]. Ideen.“
1851 begann Gustave Flaubert nach Reisen nach Italien, Griechenland, Nordafrika und in den Vorderen Orient mit seinen Arbeiten an seinem Roman Madame Bovary, den er 1856 abschloss. In Madame Bovary. Moers de province (Madame Bovary. Ein Sittenbild aus der Provinz) schildert er das Eheleben der jungen Protagonistin Emma Bovary und ihre Versuche, dem kleinbürgerlichen Leben auf dem Land und ihrem immer mehr verhassten Mann zu entfliehen. Nach der Veröffentlichung kam es zum Skandal, da sich Flaubert vom geschilderten Ehebruch nicht distanzierte. Er wurde der Immoralität angeklagt, zwar freigesprochen, aber die eigentliche Rezeption in der französischen Literatur vorerst für einige Jahre aufgehalten.
Émile Zolas Meisterwerk des Naturalismus Nana (Nana. Neunter Band des Zyklus »Les Rougon-Macquart«, 20 Bde., Paris 1871–1893. Erstdruck des Romans in: Le Voltaire, 16. Oktober 1879 – 5. Februar 1880. Erste Buchausgabe des Romans: Charpentier. Paris 1880) erschien bereits 30 Jahre später ohne den Zusatz, wurde aber im Folgenden ebenso beinahe zügellos als Ein Pariser Sittenroman verkauft.

## Etikettierung als Sittenroman
Während des gesamten 19. Jahrhunderts scheint sich ausgehend von den stilbildenden französischen Roman in der deutschen Verlagswelt der Trend durchgesetzt zu haben, allen möglichen Werken das Attribut Sittenroman beizufügen – selbst wenn es im Originaltitel oder -skript niemals impliziert war. Mit dem Etikett „Sittenroman“ ließ sich selbst ein eher langweiliges und endloses Werk wie Ernst Willkomms Die Familie Ammer. Deutscher Sittenroman besser absetzen. Selbst flämische oder russische Romane, die in das Schema passten, bekamen den Beititel Sittenroman.
Autoren, die man heute kaum mit dem Etikett Sittenroman assoziieren würde, versuchten sich in diesem Genre: James Fenimore Cooper mit Precaution (1820) (dt. Mosely Hall) und auch Henry James folgte, nach dem Beispiel Honoré de Balzacs schielend dem Sittenroman zu: „soziale Frage in The Princess Casamassima, satir[ische] Darstellung von Reformern in The Bostonians, Künstlerroman in The Tragic Muse.“ Auch Alexandros Papadiamantis Erzählung [!] Die Mörderin bekam das Etikett Sittenroman. In Georgien gilt beispielsweise Fürst Ilia Tschawtschawadse (Die Vertauschte Braut) als Begründer des Genres, während in Russland Faddei Wenediktowitsch Bulgarin bereits 1829 mit dem satirischen Sittenroman Ivan Vyzigin Erfolg auch außerhalb des Landes hatte, der jedoch keinen dauerhaften Nachhall besaß.

## Deutsche Entwicklung

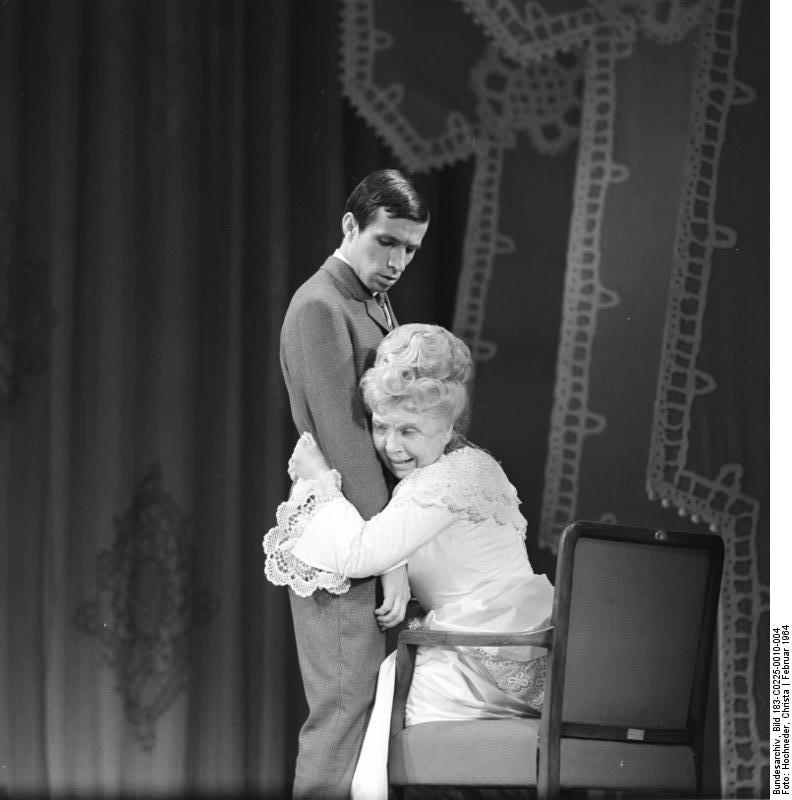
Eine Szene aus Frau Jenny Treibel mit Friedel Nowack als Jenny Treibel und Winfried Wagner als ihr Sohn Leopold; 1964 im Maxim-Gorki-Theater

Im deutschsprachigen Bereich verkörpern Theodor Fontanes Romane – je nach Interpretation – den Typus des Gesellschaftsromans oder des Sittenromans am reinsten: Standesbegriffe, Standesschranken und die entsprechenden Dünkel zerstören Beziehungen und Bindungen, egal ob in L’Adultera (1882), Irrungen, Wirrungen (1888), nahezu karikaturhaft in Frau Jenny Treibel und am bekanntesten in Effi Briest (1895). Wenn Thomas Mann mit den Buddenbrooks den bürgerlichen Roman zur Vollendungen gebracht hat, dann ist dieser wie Der Zauberberg am Ende auch ein Sittenroman geworden. Als letzten sprachlich eleganten Vertreter des Sittenromans mag man Hermann Kesten ansehen, der in Die Kinder von Gernika (1939) „die Sprache wie ein Florett zu handhaben wußte“.
Besonders plakative und auf den Voyeureffekt abzielende Titel wurden schließlich ab den 1920er Jahren eingesetzt: A. Kuprins Jama die Lastergrube erreichte 26 Auflagen, was sowohl für die Geschäftstüchtigkeit des Verlags wie auch für die Lesefreudigkeit der damaligen Zeit sprach. Dabei steht dieser Titel für etliche andere jener Ära stellvertretend.
Allein mit anschaulichem Text war jedoch noch nicht der Gipfel der Aufmerksamkeit erreicht. Das ausdrücklich nicht als Sittenroman bezeichnete Werk Nackte Menschen – Der Roman einer Freundschaft von Albert Schneider zeigte mit einer barbusigen hübschen Frau auf dem Titelblatt gleich vermeintlich seine „inneren Wert“ und wurde folglich von der Reichskulturkammer 1938 auf den Index des schädlichen und unerwünschten Schrifttums gesetzt. Eines dieser Exemplare überlebte im Giftschrank der Bayerischen Nationalbibliothek, obwohl der inhaltlich eher harmlose klassische Sittenroman in einem eigentlich für Sittenromane nicht gängigen Verlag erschienen war. Der Weg in die literarischen Niederungen waren nunmehr auch für den Sittenroman vorgezeichnet.
Bei einer Untersuchung von rund 200 so genannten deutschsprachigen Trivialromanen der 1950er und Anfang der 1960er Jahre kam der Ethnologe Walter Nutz zu folgendem Unterscheidungsmerkmal: „die Liebe wird ausgeschrieben“: „»Mit weit aufgerissenen, Augen, vor Angst geöffneten Lippen schaute sie zu ihm herab, über ihren entblößten Körper, der zum Spielball seines und ihres Begehrens zu werden drohte. Seine Küsse brannten auf ihrer Haut, und die Zärtlichkeiten seiner Hände schienen sie in Fetzen reißen zu wollen.« Im Frauenroman kommt es nie so weit, auf einen Kuß folgt die Verlobung, und auf einen gierigen Blick folgen drei Pünktchen.“

## Weitere Beispiele für Sittenromane
- Eduard Breier: Wien und Rom. Sittenroman aus der Zeit Kaiser Joseph II. Wien 1851.
- Eduard Breier: Wien in der Nacht. Sittenroman aus der Gegenwart. Wien 1853.
- Margarete Böhme: Tagebuch einer Verlorenen. 1905
- Margarete Böhme: Dida Ibsens Geschichte. 1907
- Victorien Du Saussay: Frauenärzte: Pariser Sittenroman. 1908.
- Artur Landsberger: Lu. Die Kokotte. 1918
- Max Kretzer: Drei Weiber. Berliner Sittenroman. Berlin 1920.
- F. Dirsztay: Die Revolution der Parasiten. 1923
- V. Mandelstamm: Hollywood. Sittenroman aus der Welt des Films. o. J.